# 神木樟樹公
23°31′17″N 120°51′49″E / 23.521258°N 120.863695°E
神木樟樹公，位於臺灣南投縣信義鄉神木村的一棵樟樹，被當地人視為神樹、當地村名的由來，也是世界上已知最高的樟樹，樹高46.4公尺。

## 樹狀
信義鄉神木村名稱由來始於郝馬戛班溪及出水溪間的一棵巨大樟樹，為1920年12月由臺灣樟腦局調查員甲斐武人發現的神木樟樹公，當時稱為「和社神木」。一旁的神木林道可直上玉山塔塔加，昔日為重要的伐木交通線。
對於神木樟樹公樹齡，林務局曾沿用日本人評估三千年的說法，但保持懷疑態度。1989年，臺灣大學實驗林溪頭營林區主任黃英塗與臺灣大學分類學博士劉儒淵，依據日治時期以臺灣伐木煉樟腦累積的經驗，以及楊選堂撰著、台灣銀行經濟研究室出版的《台灣之樟腦》，列出從一齡到百齡以上樟樹年輪的寬度，以觀測值迴歸式推算，認為這棵巨木只有六百八十年。1996年賀伯颱風後，重修解說牌的將樹齡降到一千五百年，之後1999年林區管理權改隸臺灣大學後，再降到一千年。2003年，台大林管處研究組長詹明勳以生長錐（Increment borer）取得木芯，數出樹齡為七百年，與十多年前黃、劉推算的六百八十年吻合，於是將標示再往下。
1998年報導，鄉林戶外文教基金會組成神木探險隊，為臺灣深山中的十棵神木測量樹圍，結論是神木樟樹公排名第八，前七名大安溪神木、眠月神木、斯馬庫斯神木、達觀山十八號神、新中橫神木、觀霧二號神木、觀霧一號神木與後兩名達觀山二十一號神木、達觀山十二號神木均為紅檜。神木樟樹公，也是台灣十大巨木唯一的闊葉樹。在臺灣樟樹的大小排名上，以此樹為第一名，第二名為澤民樹，第三名為坪頂七股神木。
依林業試驗所樹木研究團隊在2018年10月調查，樹高46.4公尺、樹圍16公尺、直徑5.1公尺。此次測量，在32公尺樹枝分岔處覓得直達地面的樹洞。林業試驗所於2019年7月26日在其臉書帳號「找樹的人」發文，宣布已將神木樟樹公以世界最高樟木，登錄在世界神木網站（www.monumentaltrees.com）。若以樹圍比，世界最粗的樟樹是日本鹿兒島縣蒲生之樟，樹圍24.2公尺，樹高30公尺。

## 信仰
1939年，日本人在此豎立石柱的鳥居。中秋節時，臺灣樟腦局局長會來此祭拜這棵神木。神木村長陳清富指出，當時附近的神木學堂分班學生每年最高興的就是祭神木的活動，因可嘗到平時難得的餅乾糖果。1970年，記者林藝斌拍攝時，尚保存鳥居與左右一排的石燈籠。迄至1979年，政府才把日本人築建的神社牌樓拆除。
伐木業鼎盛時期，前往神木林道採伐樹木的工人及業者也多在行前在神木前供奉三牲拜拜。二十世紀中葉時，伐木工人訂製一個石刻香爐，之後失蹤十多年，直到2008年才在彰化縣一名曾姓人家找到。
神木村的習俗慣於端午節、農曆七月十五日及過年時來此祈求平安。村民黃完妹表示此樹是這裡的信仰中心。村民遇到小孩肚子痛或哭不停，來求神木保佑。村民間也不斷有靈異的傳說出現，如村長陳清富說村民徐廷山堅稱曾一晚從神木林道工作出來，親眼看到六七名長髮白衣的人在神木前盤坐。韓傳聞早期先後有兩名男童遇見樟樹公以白髮老人形象現身，但大人聞訊查看卻未有發現。
神木國小畢業典禮會至此樹下舉行。遷村後，居民在農曆過年時依然會回來祭拜，也將有應公廟改設在神木祠地基上，兼顧兩者延續香火。

## 觀光

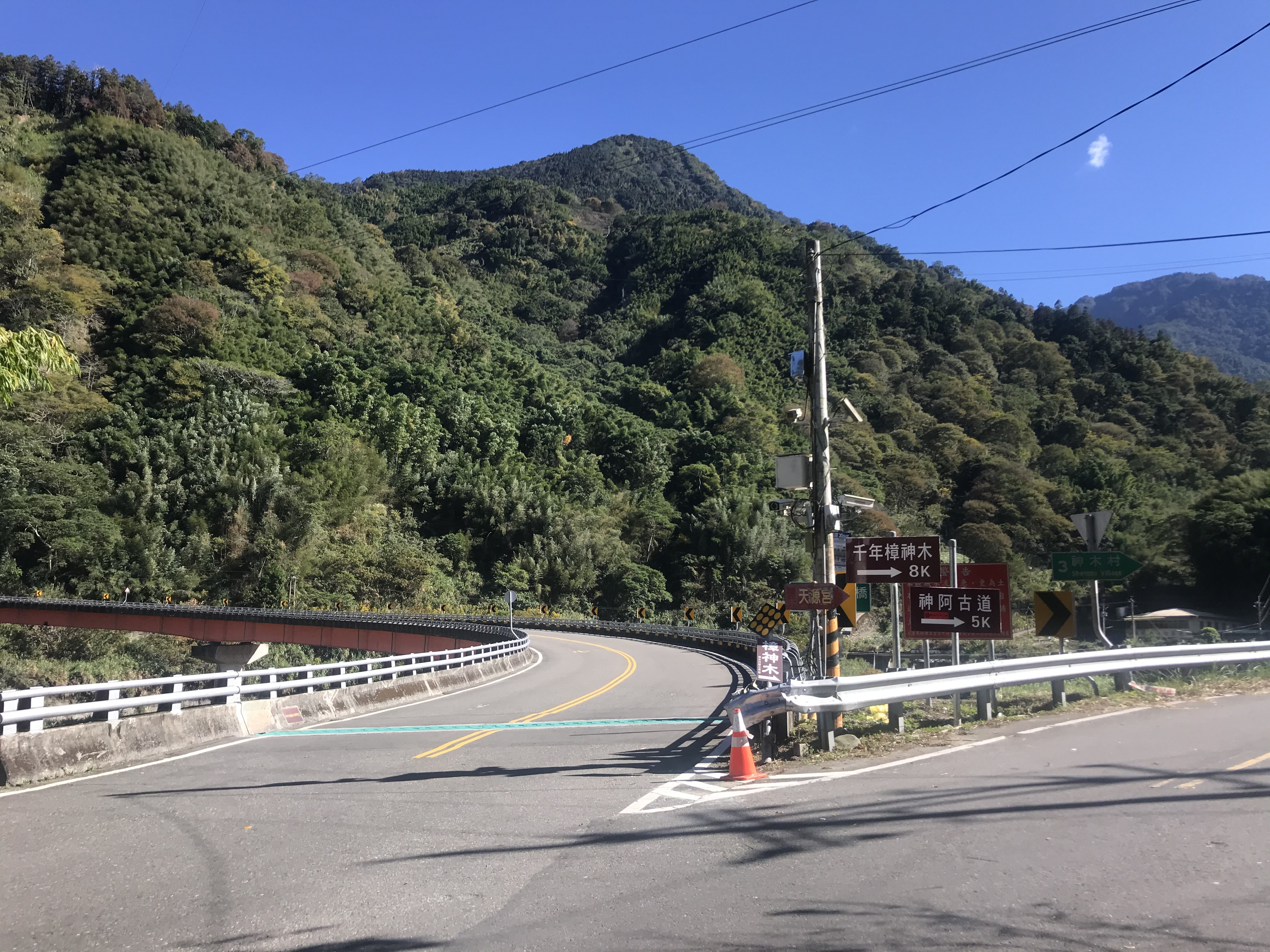
台21線愛玉橋往神木樟樹公指示牌

到玉山的登山客會從神木村檢查哨進入，沿溪經過此樹，到上東埔，走廢棄舊林道再到東埔招待所休息。1970年代，神木村通往阿里山的神阿古道也是著名的登山縱走路線。新中橫公路開通後，到此參觀的遊客增加。1984年，南投縣長吳敦義闢柏油路面從神木村直達神木，使遊客可直接開車觀賞。賀伯颱風後，神木村成為臺灣「土石流」一詞濫觴之地，觀光減少。八八水災土石流災害更將通往神木的道路破壞。從神木國小到巨木之間，需高底盤之四輪傳動車輛才較有機會抵達，或是從那瑪嘎班溪橋開始以徒步進入較為適當。神木村遷村後，老樹周邊人氣更每況愈下。
2022年9月27日，一名1947年生的連姓老翁因父親身前曾在信義鄉從事樟腦油事業養家，當日夜半便從新北市先搭火車、再轉乘客運前來祭拜，抵達神木村已下午2點。當地的和社派出所所長方光雄見狀，因徒步至神木公來回就需8公里，又公車末班最晚5點，便幫忙以機車載運上下山。事後，獲得老翁寫感謝狀。

## 保育
神木樟樹公所在的卅一林班規劃為學術保護林。1984年初，林務局玉山林管處在離神木幾十公尺遠的林班地種植了四十三公頃的愛玉子，剷除森林裡的灌木層及預備植物層，使得垂直的森林生態系受到破壞。台大實驗林管處急函林務局，要求立刻停止在神木附近種植愛玉子的計劃。於是林務局已將愛玉子改種在廿八林班內。
2000年6月11日左右，村民發現神木樹葉由綠轉黃後，村長陳清富隨即向台大林管處反映，信義鄉公所農業課長王國慶也以電子郵件向台大農業研究所、林試所等單位求救，由台大林管處處長王亞男於該月26日率員前往勘查。27日，農委會農試所周樑鎰、特生中心昆蟲專家何健鎔、樹醫生楊甘陵，會同信義鄉公所農業課長王國慶，共同前往勘查生病的神木樟樹公，在周圍的枯葉上找到許多金花蟲與大量幼蟲，研判金花蟲應就是導致神木樹葉枯死的主要肇禍者。經過噴藥除蟲後，7月17日，台大林管處育樂組組長黃英塗與對高岳營林區主任李武雄等再度前往勘查，並與村民溝通，表示將計畫修補神木周圍柵欄、避雷針、整修步道。此一場蟲害，讓它枝葉曾少了三分之一。1991年拍照片時原有的大枝條，也已斷掉。
2003年夏時，村長郭芳儒帶領挖土機司機不分假日加緊趕工，疏濬那瑪嘎班溪上游的土石，把擋土牆的大缺口封住，免得颱風來襲時摧毀神木。2009年，八八水災造成神木樟樹公東南側的那瑪嘎班溪及嚴重氾濫，推擠出大量土石流，導致神木旁約八、九棵百齡中大型樹淹沒枯死，巨樟亦被泥漿掩蓋約一公尺高度。台大實驗林管理處將神木周圍的堆積土石稍做清理堆置，同時在溪床闢設簡單道路。2012年4月26日，九十三歲的黃完妹、神木國小校長黃應欽、神木聚落耆老黃文常、地方產業代表「梅子夢工廠」廠長張勝正等多人都呼籲汛期將至，要處理泛濫問題，以搶救神樹。